# Gary Goodchild
Gary Dean Goodchild (Chelmsford, 27 gennaio 1958) è un allenatore di calcio ed ex calciatore inglese, di ruolo attaccante.

## Carriera

### Giocatore

#### Club
Goodchild vestì le maglie di Arsenal, Hereford United, Reading e Crystal Palace, prima di passare ai norvegesi del Jerv nel 1978, dove rimase per due anni.
Giocò poi nel Crystal Palace, prima di tornare in Norvegia nel 1981 e diventare il primo straniero della storia del Viking. Totalizzò 172 apparizioni per il club, contando anche gli incontri non ufficiali.

### Allenatore
Dal 1993 al 1994, fu allenatore del Bryne.

## Palmarès

### Club

#### Competizioni nazionali
- Campionato norvegese: 1

Viking: 1982